# Херн-Охотник
Херн (англ. Herne the Hunter) — герой английского фольклора, связанный с Виндзорским лесом (графство Беркшир). Он представлялся как призрак, носящий на голове оленьи рога. Херн предположительно является местной, беркширской, ипостасью кельтского бога Кернунна (Cernunnos).
Херн впервые упоминается в пьесе Уильяма Шекспира Виндзорские насмешницы (1597):

Я вам напомню сказку древних дней.

Охотник Герн, который был лесничим

В тенистом вашем Виндзорском лесу,

И после смерти навещает лес.

Зимою в полночь тихую он бродит

Вокруг большого дуба на опушке,

Огромнейшие острые рога

На лысой голове его ветвятся.

Он насылает порчу на стада,

В кровь превращает молоко коровье,

Деревья губит и крадет овец.

Его грехи на нем бряцают цепью.

И страшно слышать в полночь этот звон…

С младенчества мы сказку эту знаем.

Болтливая, седая старина

Её как правду внукам рассказала.

## В современной культуре
- В новелле «Виндзорский замок» Уильяма Эйнсворта Херн назван современником короля Ричарда II.
- В английском сериале 80-х годов «Робин из Шервуда» Херн-охотник − дух Шервудского леса, избирающий среди достойных своего названного сына.
- В видеоиграх серии The Elder Scrolls Херн, возможно, послужил прообразом для даэдрического принца Хирсина; он так же как и Херн, представлен в виде человека в маске с рогами.